# Ferdinando Ruggieri

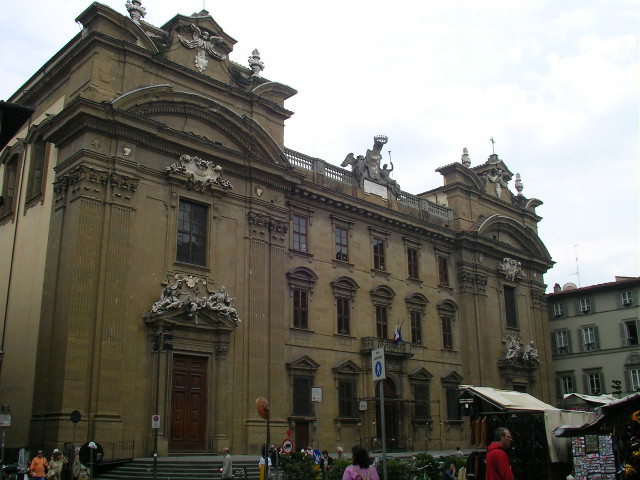
San-Firenze-Komplex, Florenz

Ferdinando Ruggieri, auch Ruggeri (* 25. April 1687 in Florenz; † 27. Juni 1741 ebenda) war ein italienischer Architekt und einer der Protagonisten des Barock in Florenz.

## Biografie
Er wurde am 25. April 1687 in Florenz als Sohn von Giovanni Battista, Bühnenbildner und Kostümbildner am Hof des Fürsten Ferdinando de’ Medici, und Chiara Petri als vierter von sieben Söhnen geboren.
Ferdinando begann seine Ausbildung unter Giovanni Battista Foggini. Von November 1712 bis 1714 hielt er sich, mit Unterstützung der Medici, in Rom zum Architekturstudium auf. Der erste und wichtigste Kontakt war wahrscheinlich derjenige mit Carlo Fontana.  In Rom konnte sich Ferdinando auch auf die Unterstützung und die Beziehungen seines Bruders Orazio verlassen, der einen der wichtigsten römischen Gönner, Kardinal Pietro Ottoboni, den ersten Förderer von Filippo Juvarra, betreute. Fontana und Juvarra haben Ferdinando möglicherweise mit den Aktivitäten der Accademia di San Luca bekannt gemacht.
Bis zum Beginn der dreißiger Jahre war die Tätigkeit als Kupferstecher die Hauptbeschäftigung Ruggieris. Seinen ersten dokumentierten Auftrag als Architekt erhielt er erst 1725, als er für kleine Arbeiten im Serristori-Palast am Arno herangezogen wurde.
Sein Meisterwerk ist die Fassade des Komplexes von San Firenze (1715). Er arbeitete auch am Palazzo Bastogi, ehemals Capponi, am Palazzo di Gino Capponi der Brüder Scipione und Francesco Maria Capponi um 1740.
Er war auch für den Wiederaufbau der Kirche Santa Felicita (ab 1735) verantwortlich. Ruggieri wurde beauftragt die Basilika San Lorenzo, die eine statische Instabilität aufwies, zu renovieren und die Fassade zu vervollständigen. Die Arbeiten wurden mit großen Umsicht ausgeführt. Im Juni 1740 wurde mit dem Bau des neuen Glockenturms begonnen, der im Juli des folgenden Jahres, kurz nach Ferdinandos Tod, fertiggestellt wurde. Ehrgeiziger war das Projekt für die Kuppel der Fürstenkapelle. Ruggieris Plan wurde jedoch nie ausgeführt.
Er arbeitete auch in Siena (Rekonstruktion des Palazzo Sansedoni) und in Empoli, wo er die Rekonstruktion der Stiftskirche Sant’Andrea beaufsichtigte, für die er die zweifarbige Marmorfassade vollendete, wobei er den toskanisch-romanischen (oder Frührenaissance) Stil des unteren Teils (1736) getreu beibehielt.

## Literarische Werke
- Ferdinando Ruggieri: Studio d’architettura civile. sopra gli ornamenti di porte e finestre colle misure, piante, modini, e profili tratte da alcune fabbriche insigni di Firenze erette col disegno de’ più celebri architetti. Band 3. Florenz 1728 (italienisch).
- Ferdinando Ruggieri: Scelta di architetture antiche e moderne della città di Firenze. Hrsg.: Giuseppe Bouchard. 2. Auflage. Band 1-4. Florenz 1755 (italienisch).

## Galerie

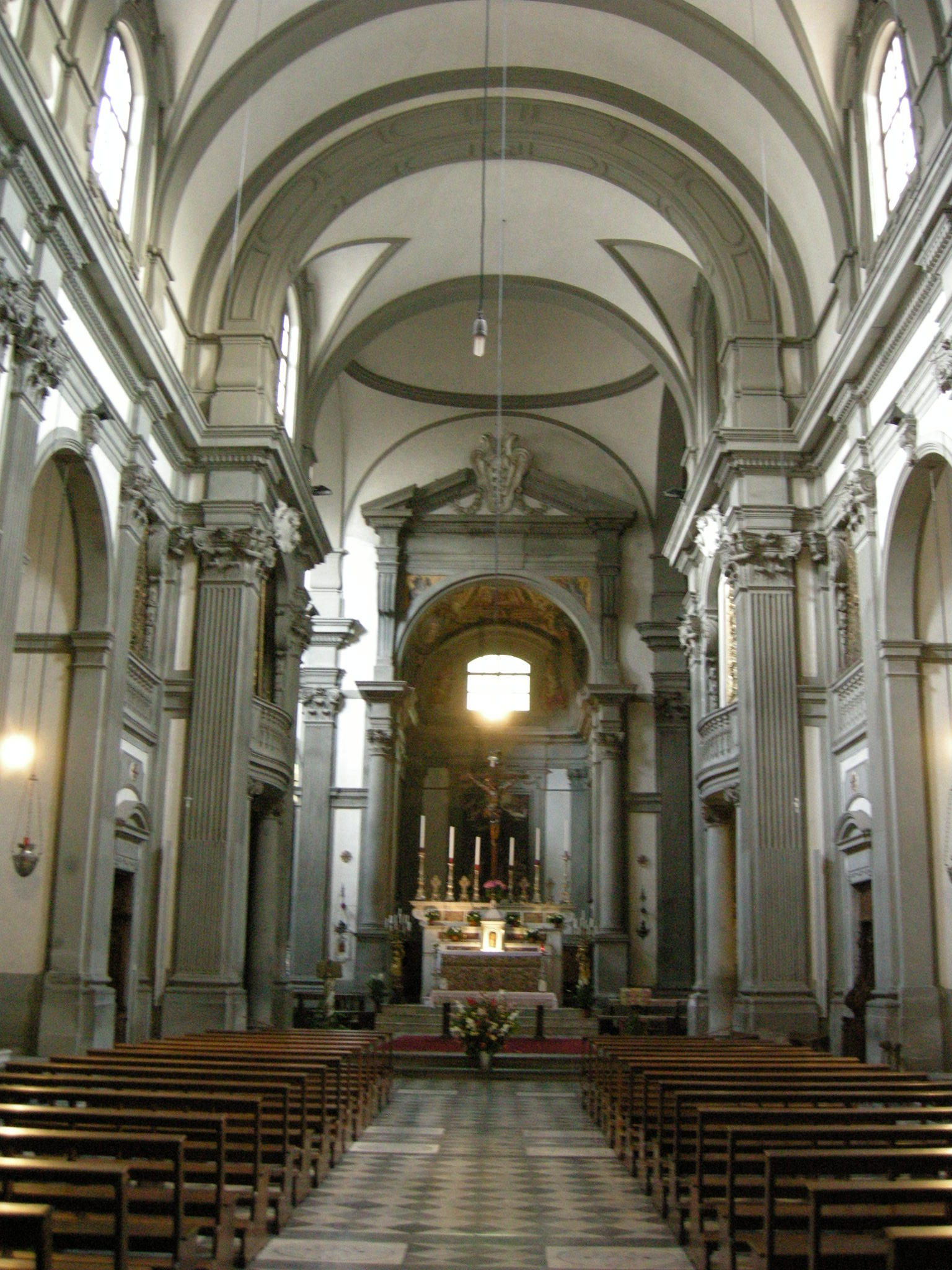
Innere von Santa Felicita, Florenz
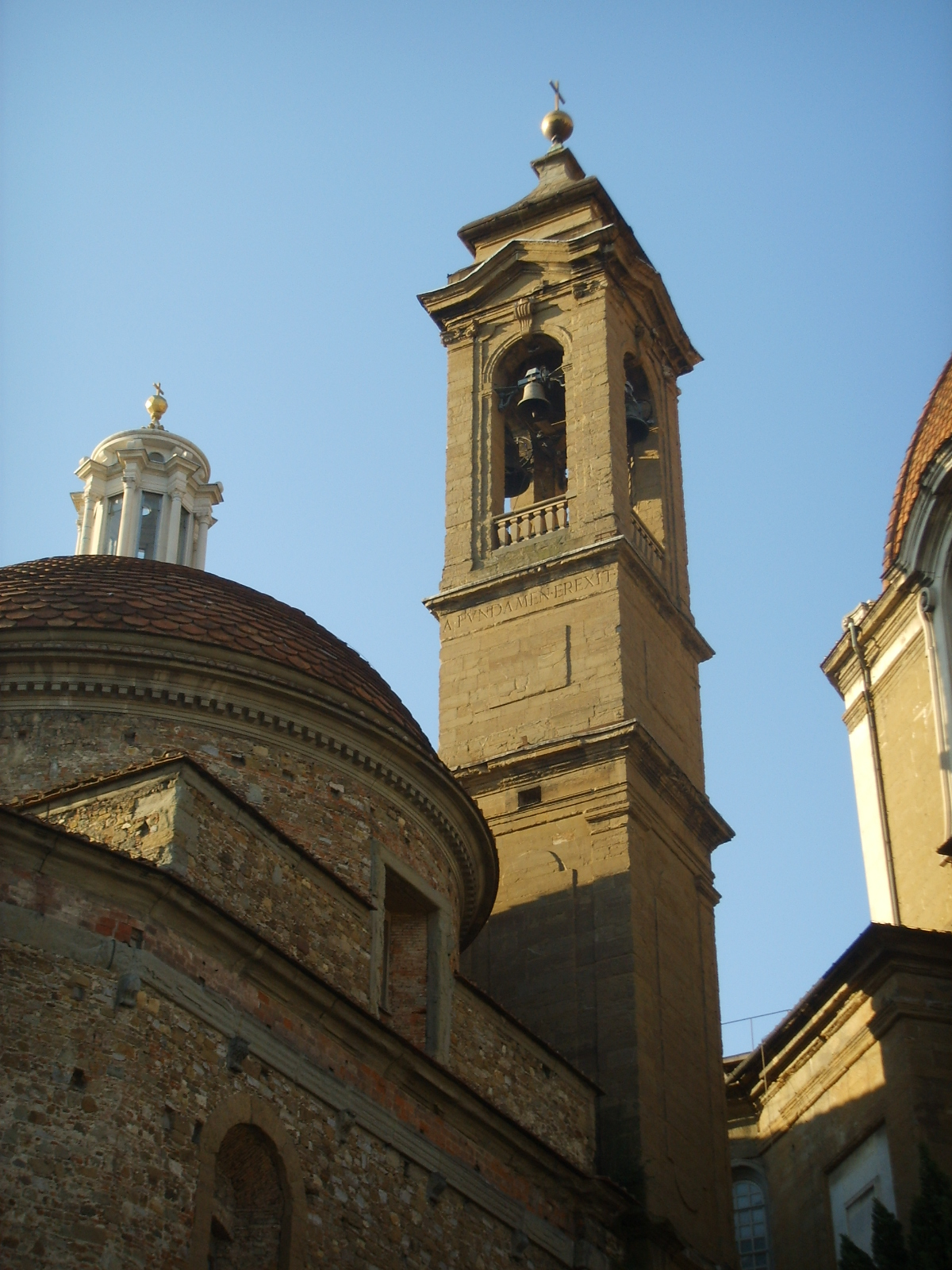
Campanile von San Lorenzo, Florenz
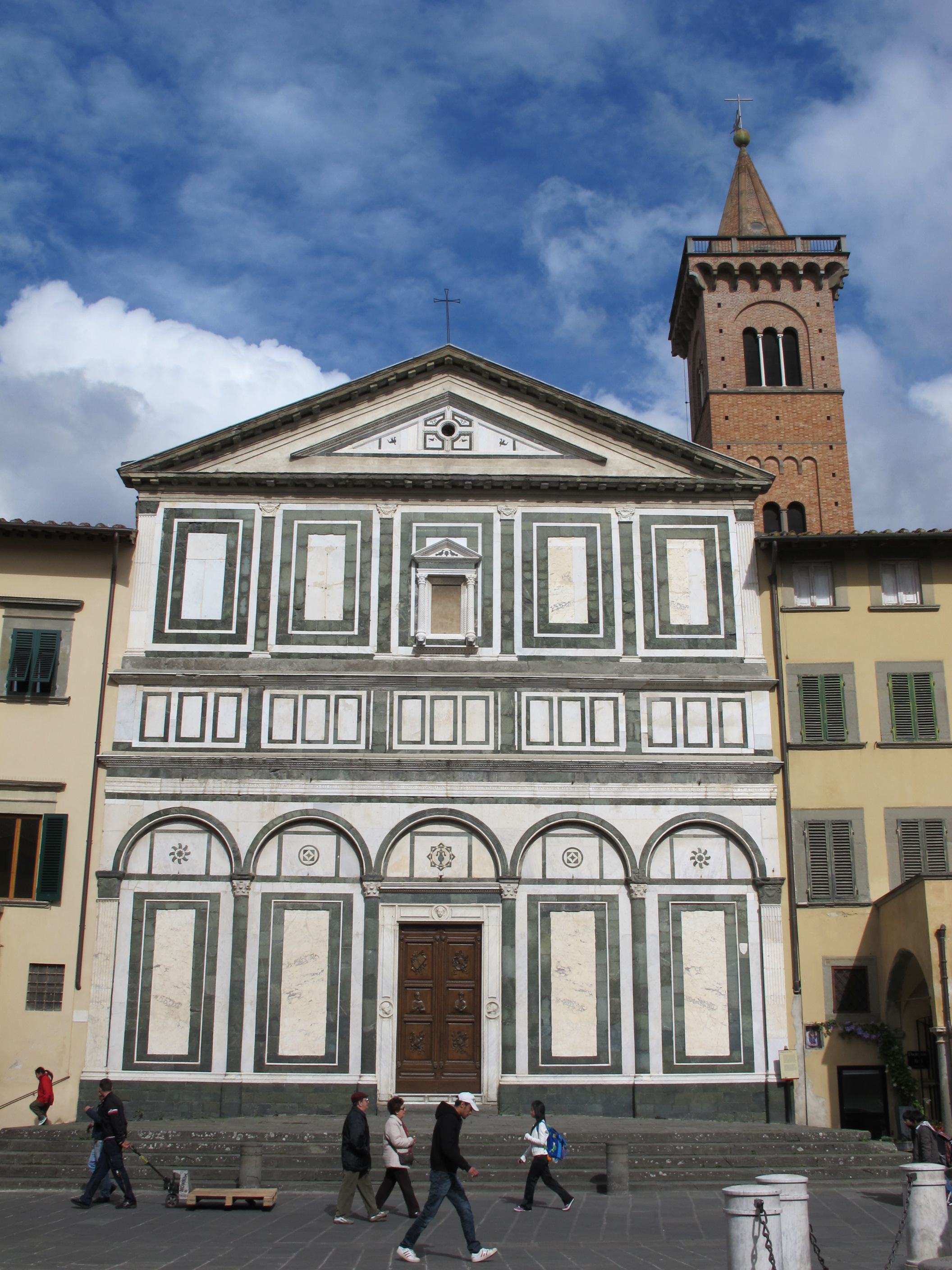
Fassade der Stiftskirche von Empoli